# Aéroport de Baise Bama
L'aéroport de Baise Bama (百色巴马机场) (code IATA : AEB • code OACI : ZGBS), anciennement aéroport de Baise Youjiang (百色右江机场), est un aéroport civil et militaire desservant la ville de Baise dans la province de Guangxi en Chine, à 48 kilomètres du centre-ville. Il a été construit en 1965 sous le nom d'Aéroport de Tianyang. L'expansion de l'aéroport a eu lieu en 2005, et est ouvert en 2006. Le 8 septembre 2013 il est rebaptisé Aéroport de Baise Bama.

## Compagnies aériennes et destinations
| Compagnies             | Destinations      |
| ---------------------- | ----------------- |
| China Express Airlines | Chongqing, Guilin |
| Hainan Airlines        | Canton            |